# Desert Strike: Return to the Gulf
Desert Strike: Return to the Gulf, även känt som Desert Strike, är ett shoot 'em up-spel från Electronic Arts, släppt i februari 1992 till Sega Mega Drive. Spelet överfördes senare till bland annat Amiga. Handlingen är inspirerad av Gulfkriget, men skildrar en konflikt mellan USA och en fiktiv ledare i Mellanöstern, General Kilbaba. Spelaren kontrollerar en Apachehelikopter och skall förstöra fiendens vapen, rädda gisslan och ta fiender till fånga.

### Fotnoter
1. ↑  Julian Rignall & Richard Leadbetter, "Mega Drive Review: Desert Strike", Mean Machines, Feb 1992 (issue 17), pp. 18-21
2. ↑  ”Desert Strike” (på svenska). Nintendomagasinet (Kungsbacka: Atlantic) (5 1993):  sid. 10 (Power Player). maj 1993. Läst 21 april 2014.